# جورج كاليل
جورج كاليل (بالإنجليزية: George Calil)‏ رجل أعمال لبناني يدير أعماله في مدينة كانو النيجيرية. وهو تاجر رئيسي للفول السوداني في الأربعينيات والستينيات من القرن الماضي، وأيضًا هو أحد أوائل رواد الأعمال الذين استثمروا في وحدات التصنيع في مدينة كانو وأجزاء أخرى من البلاد.
وصل جورج كاليل إلى كانو في عام 1928، وسرعان ما انضم إلى تجارة الفول السوداني. وأنشأ فيما بعد بعض المسابك التي تنتج غلايات الشاي والصفائح الفضية وبعض المصانع المحلية بمواد الصب. توفي في عام 1967، ونقل عمله إلى أبنائه، إيلي كاليل وبرنارد كاليل. 